# 威思羅冰川
威思羅冰川（英語：Withrow Glacier），是南極洲的冰川，位於瑪麗伯德地的愛德華七世地，最終在科貝克角以東注入巴特利特灣，美國地質調查局根據測量和該國海軍的空中照片繪入地圖，現時由南極條約體系管理。